# Raymond Adolphe Séré de Rivières
Raymond Adolphe Séré de Rivières (Albi, 20 maggio 1815 – Parigi, 16 febbraio 1895) è stato un generale e ingegnere francese.
Diede il nome al sistema di fortificazioni costruito dopo la  guerra franco-prussiana del 1870, guadagnandosi il soprannome di Vauban del XIX secolo.

## Biografia

### Primi anni
Cadetto di quattro fratelli, originario della Linguadoca, studiò a Parigi; ammesso nel 1833 all'École spéciale militaire de Saint-Cyr, preferì rinunciarvi, per continuare gli studi di diritto.
Entrò quindi all'École polytechnique nel 1835, da cui uscì nel 1837 col grado di sottotenente. Frequentò allora la Scuola di applicazione dell'artiglieria e del Genio di Metz dove apprese le basi della fortificazione permanente. Nel 1839 viene assegnato al 2º Reggimento del Genio di Arras, dove perfezionò le proprie conoscenze, ispirandosi alle idee del Marchese de Montalembert
Tenente nel 1841, quindi capitano di seconda classe nel gennaio 1843, fu assegnato al Comando di Tolone nell'aprile dello stesso anno.
Ivi diede prova di capacità non comuni in materia di fortificazioni, arte militare in cui eccelse durante tutta la sua carriera. A Tolone gli edifici da lui progettati comprendono la Caserne du Centre e il Fort du Cap-Brun.
Fu trasferito successivamente
- a Perpignan nell'ottobre 1848,
- a Castres nel marzo 1849,
- a Carcassonne nel luglio 1853,
- a Orléans nel marzo 1860 (dopo aver partecipato alla Seconda guerra d'indipendenza italiana del 1859),
- a Parigi-Nord nell'ottobre 1860,
- a Nizza nel gennaio 1862,
- a Metz nell'agosto 1864,
- a Lione nell'aprile 1868.

La sua idea principale in materia di fortificazioni - appoggiare la difesa di una piazzaforte su un insieme di forti distanziati, piuttosto che su una linea continua - venne messa in pratica in molti dei posti dove si trovò ad operare: Tolone, ma anche Nizza (sbarramenti de la Tête de Chien, de la Drette e de la Revère), Metz (forti Saint-Quentin, Plappeville, Saint-Julien e Queuleu), e Lione (opere tra i forti de Caluire e de Montessuy).

### La guerra franco-prussiana
Nel 1870, fu comandato a controllare l'insurrezione urbana di Lione e mettere la città in stato di difesa; la sua opera gli valse la promozione al grado di generale di brigata nell'ottobre dello stesso anno. Tre mesi più tardi fu nominato comandante del XXIV Corpo d'armata dell'Armata dell'Est agli ordini del generale Bourbaki, ed ebbe un ruolo importante nella vittoria di Arcey, il che gli valse il posto di comandante del Genio nell'Armata dell'est. Nell'autunno 1871, Séré de Rivières fu alla testa di una campagna di ricognizione della situazione difensiva francese alla frontiera con l'Italia, e nel 1872 fu incaricato come pubblico ministero di istruire il processo contro il maresciallo Bazaine.

### Il sistema di fortificazioni Séré de Rivières
Nel giugno 1873 ebbe il posto di segretario del Comité de Défense. In contrasto col generale Frossard per una diatriba dottrinaria, ebbe l'occasione di esporre nel dettaglio il proprio pensiero riguardo alla riorganizzazione della protezione delle frontiere, concepita come di volta in volta difensiva ed offensiva, fissa e mobile. Costituita su un sistema fortificato lineare, tendente a canalizzare il nemico verso una breccia appositamente costituita e presidiata da un'armata di arresto, teneva conto dell'evoluzione degli armamenti e si premurava innanzitutto di tenere lontano un eventuale nemico da Parigi.
Tale concezione, ispirata a quella di Vauban ma aggiornata ai tempi, era in parte guidata dalla sconfitta del 1871: le fortificazioni "alla Vauban" se avevano avuto modo di primeggiare ai loro tempi, avevano in quell'occasione dato prova di non reggere il confronto con le armi moderne, e dovevano necessariamente essere modificate. Riassunse la dottrina in due scritti:
- Considérations sur la reconstitution de la frontière de l'Est (presentato al Comité il 21 giugno 1873, adottato all'unanimità e pubblicato il 15 novembre successivo);
- Exposé sur le système défensif de la France (presentato il 20 maggio 1874, il 17 luglio successivo venne promulgata la legge relativa al miglioramento delle difese sulla frontiera orientale).

Nel 1874 Séré de Rivières divenne direttore del servizio del Genio al ministero della guerra, in caricato dal generale du Barail della costruzione di un sistema di difesa fra Dunkerque e Nizza.
La frontiera del nord e del nordest venne divisa in quattro zone:
- il gruppo Giura
- il gruppo Vosgi
- il gruppo della media Mosa
- il gruppo Nord, fra Montmédy e Dunkerque

Alla frontiera italiana furono ristrutturate le vecchie fortezze di montagna, quelle di Lione e le piazzeforti di Nizza e Tolone.
L'influenza di Séré de Rivières è ugualmente visibile sulla frontiera spagnola e lungo la costa atlantica, così come a Parigi, dove si costruì una nuova cintura di forti, molto più avanzati di quelli del 1840.
Rimpiazzato per questioni politiche dal generale Cosseron de Villenoisy il 10 gennaio 1880, Séré de Rivières vide proseguire il proprio programma dal successore, senza grandi variazioni, sino al 1885, anno in cui erano stati costruiti 196 forti, 58 sbarramenti e 278 batterie sulle frontiere e i punti strategici del Paese, per una spesa stimata di 450 milioni di franchi in sole costruzioni, e 229 milioni in armamenti.
Raymond Adolphe Séré de Rivières riposa oggi nel cimitero parigino di Père-Lachaise; la sua modesta sepoltura reca il semplice epitaffio Lapides clamabunt ("le pietre testimonieranno").